# Ralph Monsalve
Monsalve  Pertsinidis est un nom espagnol. Le premier nom de famille, en général paternel, est Monsalve ; le second, en général maternel, souvent omis, est Pertsinidis.
Ralph Michael Monsalve Pertsinidis (né le 24 janvier 1987 à Barinas) est un coureur cycliste vénézuélien. Son petit frère Yonathan est également coureur cycliste,.

## Biographie
En 2007, Ralph Monsalve devient champion panaméricain sur route dans la catégorie espoirs (moins de 23 ans). Il intègre ensuite l'équipe du Centre mondial du cyclisme pour la saison 2008. 
En 2018, il intègre l'équipe continentale Qinghai Tianyoude, en compagnie de son frère Yonathan. Sous les couleurs de la formation chinoise, il obtient deux tops dix au sprint sur des étapes du Tour de Thaïlande. Il s'impose également sur le championnat du Venezuela au mois de juin. En janvier 2020, il remporte une étape du Tour du Táchira. 

## Palmarès et résultats

### Palmarès par année
- 2007
  -  Champion panaméricain sur route espoirs
  - 3e de la Coupe de la fédération vénézuélienne de cyclisme
  - 5e du championnat panaméricain sur route
- 2012
  - 3e de la Coupe de la fédération vénézuélienne de cyclisme
- 2018
  -  Champion du Venezuela sur route
- 2019
  - Clásico Ciclista Pro Ciclismo[3]
- 2020
  - 2e étape du Tour du Táchira

### Classements mondiaux
| Année            | 2007 | 2008 | 2009 | 2010 | 2011 | 2012 | 2013 | 2014 | 2015 | 2016 | 2017 | 2018 | 2019 |
| ---------------- | ---- | ---- | ---- | ---- | ---- | ---- | ---- | ---- | ---- | ---- | ---- | ---- | ---- |
| UCI America Tour | 74e  |      |      |      |      |      | 177e |      | 262e |      |      | 30e  | 287e |